# 孛羅不花
孛羅不花（？—1356年），元朝宗室诸王，元世祖忽必烈的曾孙，镇南王脱欢的孙子，其父脱不花。
孛羅不花的伯父老章死后，脱不花袭封镇南王。泰定二年（1325年），脱不花卒。孛罗不花年纪尚幼，泰定帝派中书平章政事乃蛮台代镇南方。次年，以脱不花的弟弟帖木儿不花袭封镇南王，镇守扬州。孛罗不花长大后，天历二年（1329年）帖木儿不花让还王位，孛羅不花为镇南王，帖木儿不花改封宣让王。
元统元年（1333年），孛罗不花入朝。至正七年（1347年），集庆路红巾军起兵，孛罗不花将其讨平。又与威顺王宽彻不花到靖州讨伐瑶族起义者吴天保。至正十二年（1352年），以淮南行省平章晃火儿不花提调镇南王傅事。至正十五年（1355年），与淮南行省招降张士诚，至正十六年（1356年）孛羅不花卒。其子大聖奴袭封镇南王。

## 延伸阅读
[在维基数据编辑]
 《新元史/卷114》，出自柯劭忞《新元史》